# Autruy-sur-Juine
Autruy-sur-Juine – miejscowość i gmina we Francji, w Regionie Centralnym, w departamencie Loiret.
Według danych na rok 2010 gminę zamieszkiwało 728 osób, a gęstość zaludnienia wynosiła 27 osób/km².